# Изотов, Данила Сергеевич
Данила Сергеевич Изо́тов (род. 2 октября 1991 года, Свердловск-44, РСФСР, СССР) — российский пловец, двукратный призёр Олимпийских игр в эстафетах, 9-кратный призёр чемпионатов мира, чемпион мира 2010 года на «короткой воде», многократный чемпион Европы и России. Член национальной сборной России с 2008 года, экс-рекордсмен мира в эстафете. Специализируется на дистанциях 100 и 200 метров вольным стилем.

## Биография
Данила Изотов родился 2 октября 1991 года в закрытом городе Свердловске-44 (ныне — город Новоуральск Свердловской области).
Чемпион России на дистанции 100 м в/ст (2012), 5-кратный чемпион России на дистанции 200 м в/ст (2008, 2009, 2011, 2012, 2013). Двукратный чемпион России по короткой воде (2014 г.: 100 и 200 м в/ст).
11-кратный победитель первенства России среди юниоров (8 — по длинной воде, 3 — по короткой воде).
Чемпион Европы среди юниоров 2009 (100 м в/ст.)
С 2011 года живёт в Краснодаре и представляет Краснодарский край.
Тренеры: до 2008 года — тренер ДЮСШ Л. А. Капкова, до сентября 2011 года — Ю. Л. Райхман. Личный тренер — Сергей Александрович Изотов (отец), единолично готовил к Олимпийский играм в Лондоне, консультировал Заслуженный тренер СССР Виктор Борисович Авдиенко.
В 2013 году с отличием окончил Институт физической культуры УрГПУ по специальности — физическая культура.
В 2015 году с отличием окончил магистратуру УрГПУ по направлению «Педагогическое образование», магистерская программа «Образование в области физической культуры».
Серебряный призёр Олимпийских игр 2008 года в Пекине в эстафете 4×200 метров вольным стилем (состав команды: Никита Лобинцев, Евгений Лагунов, Данила Изотов и Александр Сухоруков, в предварительном заплыве — Михаил Полищук).
Экс-рекордсмен мира в комбинированной эстафете 4×100 м в коротких бассейнах — 3.19,16 (Санкт-Петербург, 20 декабря 2009 года, совместно со Станиславом Донцом, Сергеем Гейбелем и Евгением Коротышкиным).
На чемпионате мира 2009 года в Риме стал единственным среди российских пловцов-мужчин обладателем личной медали — бронзы на дистанции 200 м в/с. Кроме этого плыл на третьих этапах в финалах эстафет 4×100 и 4×200 м в/с, где россияне завоевали серебряные награды.
Благодаря рывку Данилы Изотова на последнем этапе, сборная команда России завоевала бронзовую медаль в «королевской» эстафете 4×100 м на Олимпийских играх в Лондоне в 2012. Россияне выступали в составе Андрея Гречина, Никиты Лобинцева, Владимира Морозова и Данилы Изотова, в предварительном заплыве — Сергей Фесиков и Евгений Лагунов. Результат нашего квартета — 3 минуты 11,41 секунды.

## Личная жизнь
28 апреля 2017 года женился на своей девушке Валерии Машковой в Волгограде после четырёх лет знакомства.

## Награды
- Медаль ордена «За заслуги перед Отечеством» I степени (13 августа 2012 года) — за большой вклад в развитие физической культуры и спорта, высокие спортивные достижения на Играх XXX Олимпиады 2012 года в городе Лондоне (Великобритания)[4].
- Медаль ордена «За заслуги перед Отечеством» II степени (2 августа 2009 года) — за большой вклад в развитие физической культуры и спорта, высокие спортивные достижения на Играх XXIX Олимпиады 2008 года в Пекине (2009)[5].
- Почётная грамота Президента Российской Федерации (19 июля 2013 года) — за высокие спортивные достижения на XXVII Всемирной летней универсиаде 2013 года в городе Казани[6].
- Заслуженный мастер спорта России
- Награда за отличное окончание УрГПУ[источник не указан 3420 дней]